# 11421 Кардано
11421 Кардано (11421 Cardano) — астероїд головного поясу, відкритий 10 червня 1999 року.
Тіссеранів параметр щодо Юпітера — 3,182.